# Elisabeth von Adlerflycht
Susanna Maria Rebecca Elisabeth von Adlerflycht, née von Riese le 23 septembre 1775 et morte le 15 mars 1846, est une artiste peintre allemande, inventeur du concept de panorama du Rhin (de).

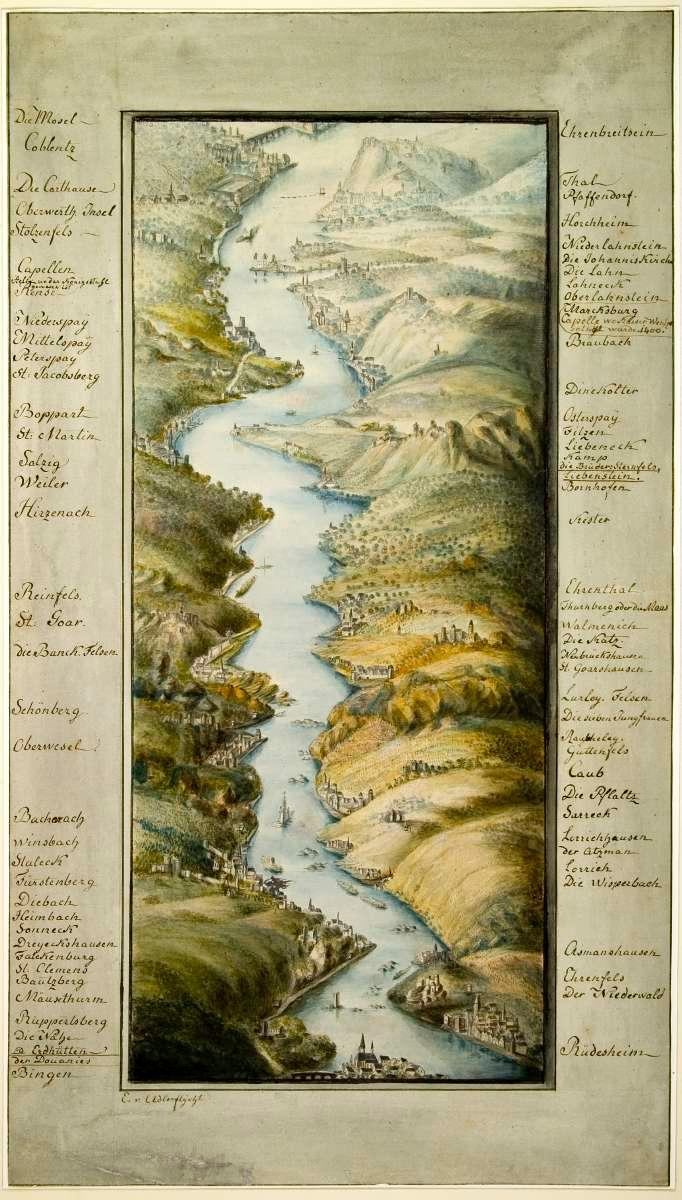
Elisabeth von Adlerflycht, La Vallée du Rhin de Bingen à Coblence, gouache (1811). Musée historique de Francfort.

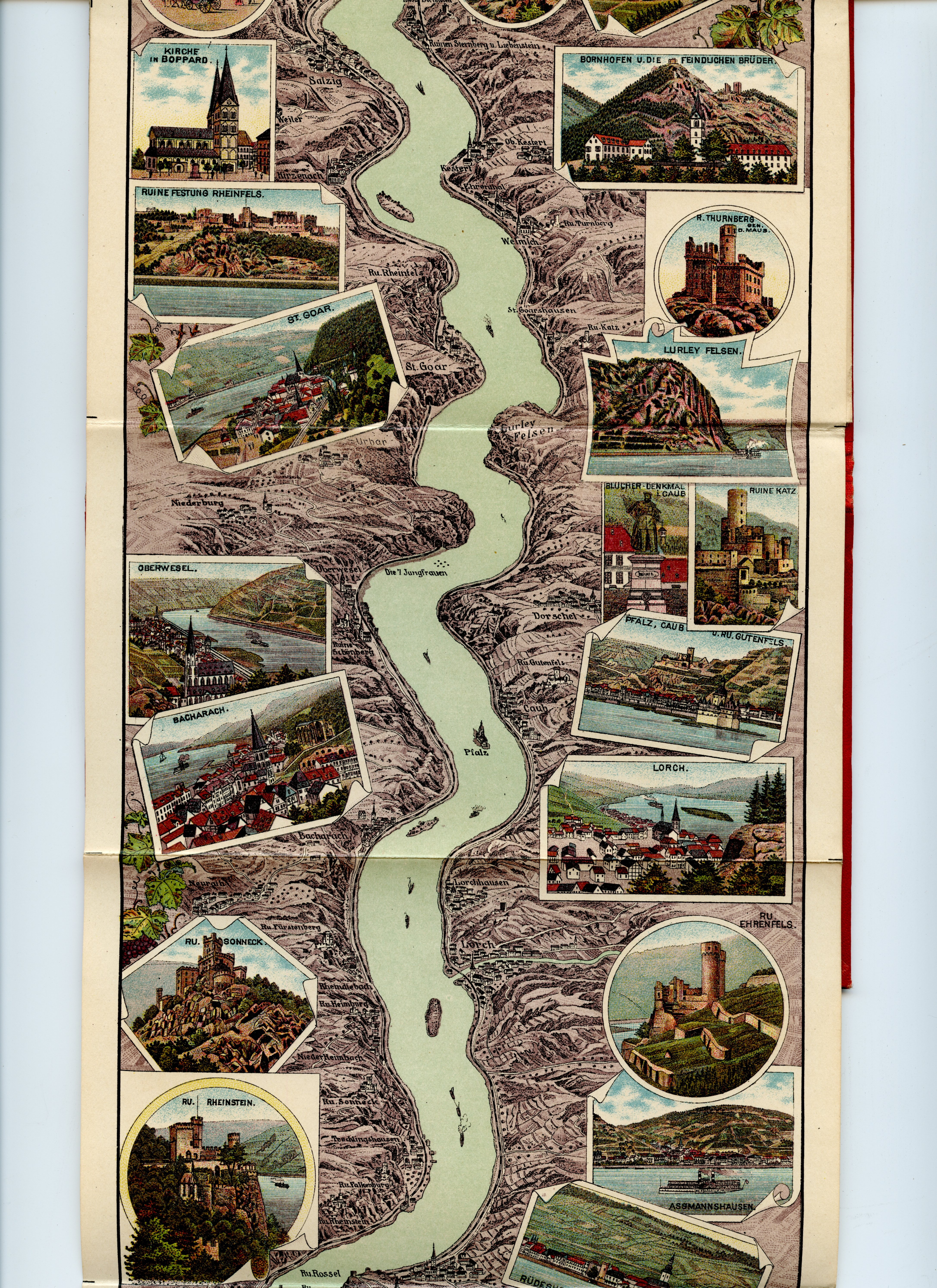
Panorama du Rhin de Mayence à Cologne (1909).

## Vie et œuvre
Elisabeth von Adlerflycht étudie la peinture à Francfort-sur-le-Main avec Johann Daniel Bager (1754-1815), portraitiste et peintre natures mortes. En 1797 elle épouse Justinian von Adlerflycht (de), futur sénateur de la Ville libre de Francfort.
Pendant une croisière sur le Rhin en 1811, elle dessine une peinture panoramique de la vallée du Rhin, depuis l'embouchure de la Nahe jusqu'à la Moselle. Johann Friedrich Cotta von Cottendorf (1764-1832) comprend la nouveauté de cette manière de réaliser des cartes picturales, et fait lithographiquer la carte en 1822 par le peintre de décors Keller et la publie à Stuttgart. En 1823, Friedrich Wilhelm Delkeskamp, de la maison d'édition de Francfort de Friedrich Wilmans (de) publie une version revue et complétée du panorama du Rhin. Le succès de l'œuvre d'Elisabeth von Adlerflycht incite l’éditeur à charger Friedrich Wilmans Delkeskamp de dessiner lui-même le cours du Rhin de Mayence à Cologne Mainz « à la manière d'Elisabeth von Adlerflycht ». L'ouvrage paraît en 1825.
Elisabeth von Adlerflycht possédait une galerie de peinture à Francfort, où aujourd'hui une rue porte le nom de famille von Adlerflycht.